# Shane Mahan
Shane Patrick Mahan (Greenville, 22 de setembro de 1964) é um especialista em efeitos especiais norte-americano. Como reconhecimento, foi nomeado ao Oscar 2009 na categoria de Melhores Efeitos Visuais por Iron Man.